# Damping
Damping is een bestuurslaag in het regentschap Serang van de provincie Banten, Indonesië. Damping telt 4776 inwoners (volkstelling 2010).